# Jan III Berthout van Berlaer

Familiewapen
Berthout van Berlaer

Jan III Berthout van Berlaer (1350-1425), of kortweg Jan III van Berlaer, was heer van Helmond van 1361 tot 1425. Hij was de zoon van Walraven Berthout van Berlaer en Elisabeth van Utenhove.
In 1372 trouwde hij met Gertrudis Couterel, die al eerder met Hendrik van Cuijk was getrouwd. Dit huwelijk bleef kinderloos tot de dood van Gertrudis, in 1418.
Het buitenechtelijk liefdesleven van Jan III is zeer uitbundig geweest. Hij zou 17 kinderen bij 9 vrouwen hebben gekregen, waaronder twee nonnen van de Priorij Hooidonk te Nederwetten. Dit waren Heilwig van Gageldonk en Hildegonda de Rover. Zijn laatste minnares was Margaretha van Lieshout (of: van Lyeshout) die hem tussen 1410 en 1425 zes kinderen schonk. Twee van deze kinderen waren geboren na de dood van zijn wettige vrouw en hij wenste ze te wettigen. Daarom beloofden Jan en Margriet elkaar op 30 augustus 1425 in het bijzijn van getuigen eeuwige trouw en doken toen naakt het bed in. Hierop dreigde echter excommunicatie, maar de goede relaties met de bisschop van Luik zorgden ervoor dat op 3 september alsnog een priester kwam die het huwelijk inzegende. Zodoende werd zijn dochter Catharina Berthout van Berlaer, die omstreeks 1420 was geboren, gewettigd. Enkele dagen later stierf Jan III.
Jan III werd op zeer jonge leeftijd, na het overlijden van Walraven, reeds heer van Helmond. De eerste jaren stond hij daarbij onder voogdij van een andere Jan van Berthout Berlaer.
Meer dan zijn voorgangers, die vaak aan het Brusselse hof vertoefden, bemoeide hij zich met zijn Helmondse bezit. Hij verwierf inkomsten door gronden te verkopen of in erfpacht uit te geven, en in 1388 verwierf hij de hoogste jurisdictie, waaronder het halsrecht. Aangezien de goederen van de veroordeelden aan de heer kwamen, was dit een aanzienlijke bron van inkomsten.
In 1376 verwierf hij het recht om jaarmarkten te houden en in 1389 legde hij aan de zeven Helmondse gilden een algemeen reglement op.
Omstreeks 1400 werden onder zijn leiding nieuwe stadswallen aangelegd.
Op 16 juli 1408 kocht Jan de heerlijkheid Batenburg, het kasteel, boerschappen, markten, tollen en tienden van zijn stiefbroer Gijsbert van Bronkhorst.
Ten slotte kwam onder zijn leiding het Kasteel Helmond gereed.
Na zijn dood zou Margriet nog vele jaren leven, en ze hertrouwde met een patriciër uit 's-Hertogenbosch, die Goyart de Lu heette.

## Externe bron
- Biografie op Brabantserfgoed.nl